# Кашерн
Кашерн (Casshern) — токусацу-гостросюжетний науково-фантастичний фільм, заснований на однойменному японському аніме 1973 року. Ссценарист і режисер Кадзуакі Кірія.

## Про фільм
П'ятдесятирічна війна між Східною Федерацією та Європою закінчилася. Федерація взяла під свій контроль Євразію. У Зоні 7 виникає рух опору, і Федерація мобілізує військових.
Однак війна та спад промисловосі виснажили Федерацію й забруднили довкілля. Дослідник доктор Азума здійснює науковий прорив.
За допомогою генної інженерії він здатний створювати людські «запчастини» з так званих неоклітин — хворі органи є можливим замінити без донора. Коли уряд відмовляється фінансувати його проєкти, в спробі врятувати його вмираючу дружину Мідорі, Азума відчайдушно приймає кошти від військової організації.
Військовики планують з допомогою його ідеї створити суперсолдатів.

## Знімались
| Актор              | Роль          |
| ------------------ | ------------- |
| Юсуке Ісея         | Тецуа Азума   |
| Куміко Асо         | Луна Козукі   |
| Акіра Терао        | Котаро Азума  |
| Канако Хігучі      | Мідорі Азума  |
| Фумійо Кохіната    | Козукі        |
| Хіроюкі Міясако    | Акубон        |
| Маюмі Сада         | Сагуре        |
| Джун Канаме        | Барашин       |
| Хідетосі Нісідзіма | Каміджо       |
| Міцухіро Оікава    | Каору Найто   |
| Сусуму Тераджима   | Сакамото      |
| Маю Цурута         | дружина Бурая |
| Рьо                | Ікегамі       |
| Тецудзі Тамаяма    | Секігучі      |
| Йоко Морігучі      | мама Луни     |
| Хідеджі Отакі      | Каміджо       |
| Тацуя Міхаші       | Фуроі         |
| Тошіакі Карасава   | Бураі         |